# جاك فيسك
جاك فيسك (بالإنجليزية: Jack Fisk)‏ هو مصمم الإنتاج ومخرج أمريكي، ولد في 19 ديسمبر 1945 في كانتون في الولايات المتحدة.

## وصلات خارجية
- جاك فيسك على موقع IMDb (الإنجليزية)
- جاك فيسك على موقع ألو سيني (الفرنسية)
- جاك فيسك على موقع أول موفي (الإنجليزية)
- جاك فيسك على موقع قاعدة بيانات الأفلام السويدية (السويدية)
- جاك فيسك على موقع قاعدة بيانات الفيلم (الإنجليزية)
- جاك فيسك على موقع كينوبويسك (الروسية)